# ジョー・マケルダリー

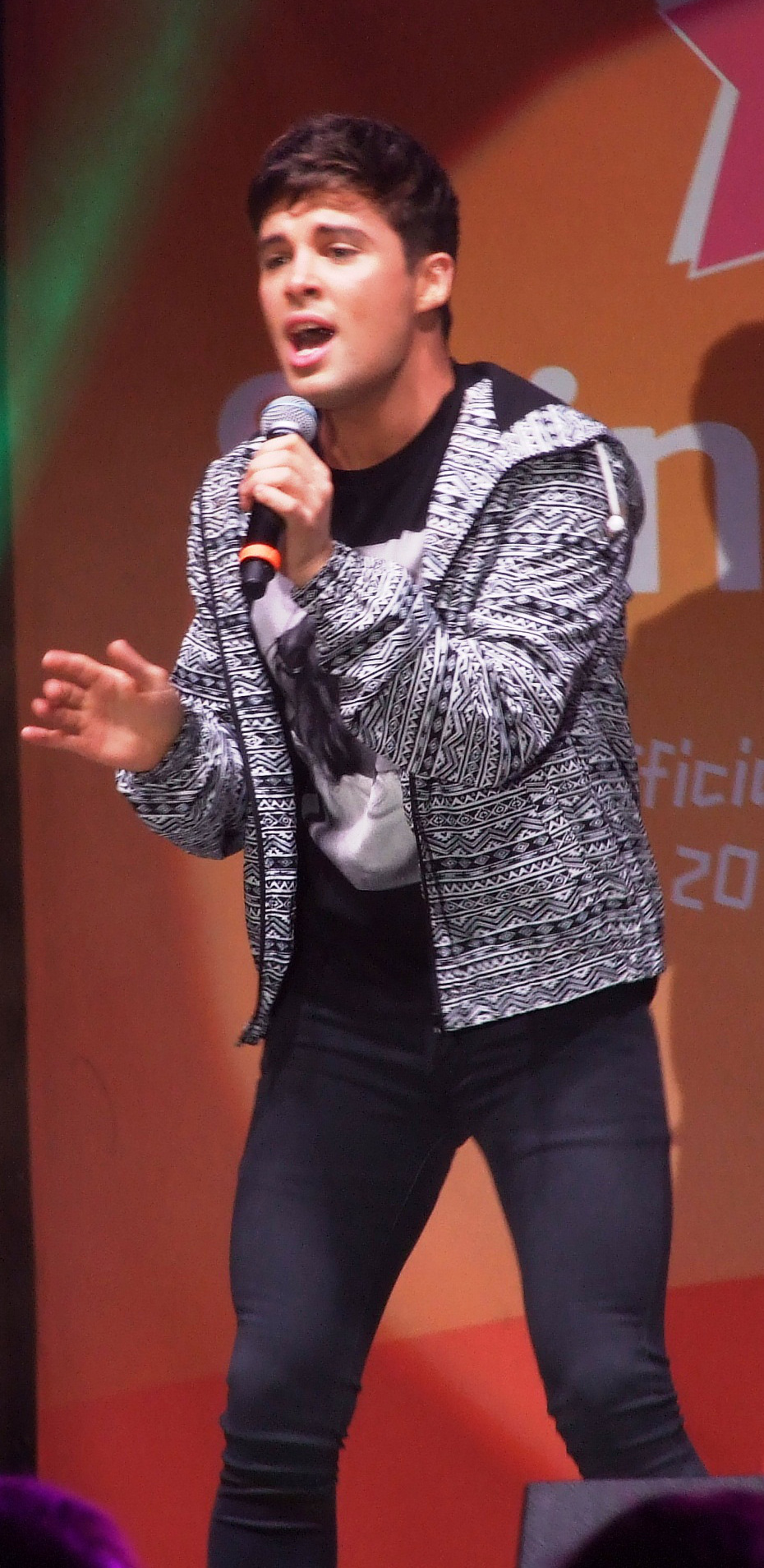
ジョー・マケルダリー (2012)

ジョー・マケルダリー（Joseph McElderry, 1991年6月16日 - ）は、イギリス、タイン・アンド・ウィア出身の歌手。2009年、イギリスのオーディション番組『Xファクター』第6シーズンで優勝。デビューシングル「ザ・クライム」はUKチャートで1位を記録した。

## 生い立ち
タイン・アンド・ウィアのサウス・シールズで生まれたジョーは幼いころに両親が離婚。叔父と叔母に育てられた。南タウンサイド大学、ニューカッスル大学で舞台芸術を学んだ。

## 経歴
2009年の『Xファクター』に応募し、オーディションではルーサー・ヴァンドロスの"Dance With My Father"を歌い、合格。その後は順当にライブショーに進出し、2009年12月13日に見事勝者となり、サイモン・コーウェルのレコードレーベルであるSycoと契約を結ぶ。
デビューシングルはマイリー・サイラスの「ザ・クライム」をカバーし、同月16日（ダウンロードは14日より開始された）に発売され、UKチャートで1位を獲得した。この際、UKクリスマスナンバーワンの座を狙ったが、レイジ・アゲインスト・ザ・マシーンの"Killing In the Name"に阻止された。
その後、ジョーのデビュー曲はUKチャート1位を記録し、2010年のブリット・アワードにノミネートされた。
また、2009年のXファクター決勝進出者によるマイケル・ジャクソンのユー・アー・ナット・アローンのカバーにも参加し、UKチャート1位を記録した。
2010年7月、ゲイであることを告白。

## ディスコグラフィ

### アルバム
| 年   | 名前                                                                                              | 最高位   | 最高位       |
| 年   | 名前                                                                                              | イギリス | アイルランド |
| ---- | ------------------------------------------------------------------------------------------------- | -------- | ------------ |
| 2010 | ワイド・アウェイク - リリース日: 2010年10月25日 - レーベル: Syco - フォーマット: CD, ダウンロード | 3        | 5            |

| 2009             | "ザ・クライム"                                         | 1   | 1   | 4   | ワイド・アウェイク |
| 2010             | "アンビションズ"                                       | 6   | 4   | 6   | ワイド・アウェイク |
| 2010             | "サムワン・ウェイク・ミー・アップ"                     | TBA | TBA | TBA | ワイド・アウェイク |
| フィーチャリング |                                                        |     |     |     |                    |
| 2009             | "ユー・アー・ナット・アローン" (Xファクター決勝進出者) | 1   | 1   | 10  | チャリティ         |
| 2010             | "エブリバディ・ハーツ" (ヘルプ・フォー・ハイチ)        | 1   | 1   | 4   | チャリティ         |